# Maratus
Maratus là một chi nhện trong họ Salticidae.

## Các loài
Theo World Spider Catalogue and Otto & Hill 2014 2016
- Maratus albus Otto & Hill, 2016
- Maratus amabilis Karsch, 1878 (type species) – Australia
- Maratus anomaliformis (Zabka, 1987) – Queensland
- Maratus anomalus (Karsch, 1878) – Queensland, New South Wales
- Maratus australis Otto & Hill, 2016]
- Maratus avibus Otto & Hill, 2014 – Western Australia
- Maratus bitaeniatus (Keyserling, 1882) – Australia
- Maratus bubo Otto & Hill, 2016
- Maratus caeruleus Waldock, 2013 – Western Australia
- Maratus calcitrans Otto & Hill, 2012 – New South Wales, Australian Capital Territory, Victoria
- Maratus chlorophthalmus (Simon, 1909) – Western Australia
- Maratus chrysomelas (Simon, 1909) – Western Australia to New South Wales, Victoria
- Maratus clupeatus Otto & Hill, 2014 – Western Australia
- Maratus dialeucus (L. Koch, 1881) – Queensland, New South Wales
- Maratus digitatus Otto & Hill, 2012 – Queensland, New South Wales
- Maratus elephans Otto & Hill, 2015 – New South Wales
- Maratus fimbriatus Otto & Hill, 2016 – New South Wales
- Maratus furvus (Song & Chai, 1992) – China
- Maratus griseus (Keyserling, 1882) – Queensland
- Maratus harrisi Otto & Hill, 2011 – Australian Capital Territory, Tasmania
- Maratus heteropogon (Simon, 1909) – Western Australia
- Maratus hortorum Waldock, 2014 – Western Australia
- Maratus jactatus Otto & Hill, 2015 – Queensland
- Maratus karrie Waldock, 2013 – Western Australia
- Maratus karschi (Zabka, 1987) – New South Wales
- Maratus kochi (Zabka, 1987) – Australia
- Maratus leo Otto & Hill, 2014 – South Australia
- Maratus linnaei Waldock, 2008 – Western Australia
- Maratus literatus Otto & Hill, 2014 – New South Wales
- Maratus lobatus Otto & Hill, 2016
- Maratus madelineae Waldock, 2014 – Western Australia
- Maratus maritimus Otto & Hill, 2014 – Western Australia
- Maratus melindae Waldock, 2013 – Western Australia
- Maratus michaelseni (Simon, 1909) – Western Australia
- Maratus montanus Otto & Hill, 2014 – Western Australia
- Maratus mungaich Waldock, 1995 – Western Australia
- Maratus nigriceps (Keyserling, 1882) – Queensland
- Maratus nigromaculatus (Keyserling, 1883) – Queensland
- Maratus obscurior (Simon, 1909) – Western Australia
- Maratus pardus Otto & Hill, 2014 – Western Australia
- Maratus pavonis (Dunn, 1947) – Western Australia, New South Wales, Victoria, Tasmania
- Maratus personatus Otto & Hill, 2015 – Western Australia
- Maratus piliger (Keyserling, 1882) – Queensland
- Maratus pilosus (Keyserling, 1882) – Queensland
- Maratus plumosus Otto & Hill, 2013 – Queensland, New South Wales, Victoria
- Maratus proszynskii Waldock, 2015 – Tasmania
- Maratus purcellae Otto & Hill, 2013 – New South Wales, Australian Capital Territory
- Maratus rainbowi Roewer, 1951 (replacement name, synonym Maratus splendens) – Western Australia, New South Wales, Victoria
- Maratus robinsoni Otto & Hill, 2012 – New South Wales
- Maratus sarahae Waldock, 2013 – Western Australia
- Maratus sceletus Otto & Hill, 2015 – Queensland
- Maratus scutulatus (L. Koch, 1881) – Australia
- Maratus speciosus (O. Pickard-Cambridge, 1874) – Western Australia
- Maratus speculifer (Simon, 1909) – Western Australia
- Maratus spicatus Otto & Hill, 2012 – Western Australia
- Maratus splendens (Rainbow 1896) – Western Australia, New South Wales, Victoria (See Maratus rainbowi.)
- Maratus tasmanicus Otto & Hill, 2013 – Western Australia, Tasmania
- Maratus tessellatus Otto & Hill, 2016
- Maratus velutinus Otto & Hill, 2012 – New South Wales
- Maratus vespa Otto & Hill, 2016
- Maratus vespertilio (Simon, 1901) – Australia
- Maratus vittatus (Keyserling, 1881) – Queensland
- Maratus volans (O. Pickard-Cambridge, 1874) – Queensland, New South Wales, Victoria
- Maratus vultus Otto & Hill, 2016
- Maratus watagansi Otto & Hill, 2013 – New South Wales

## Hình ảnh

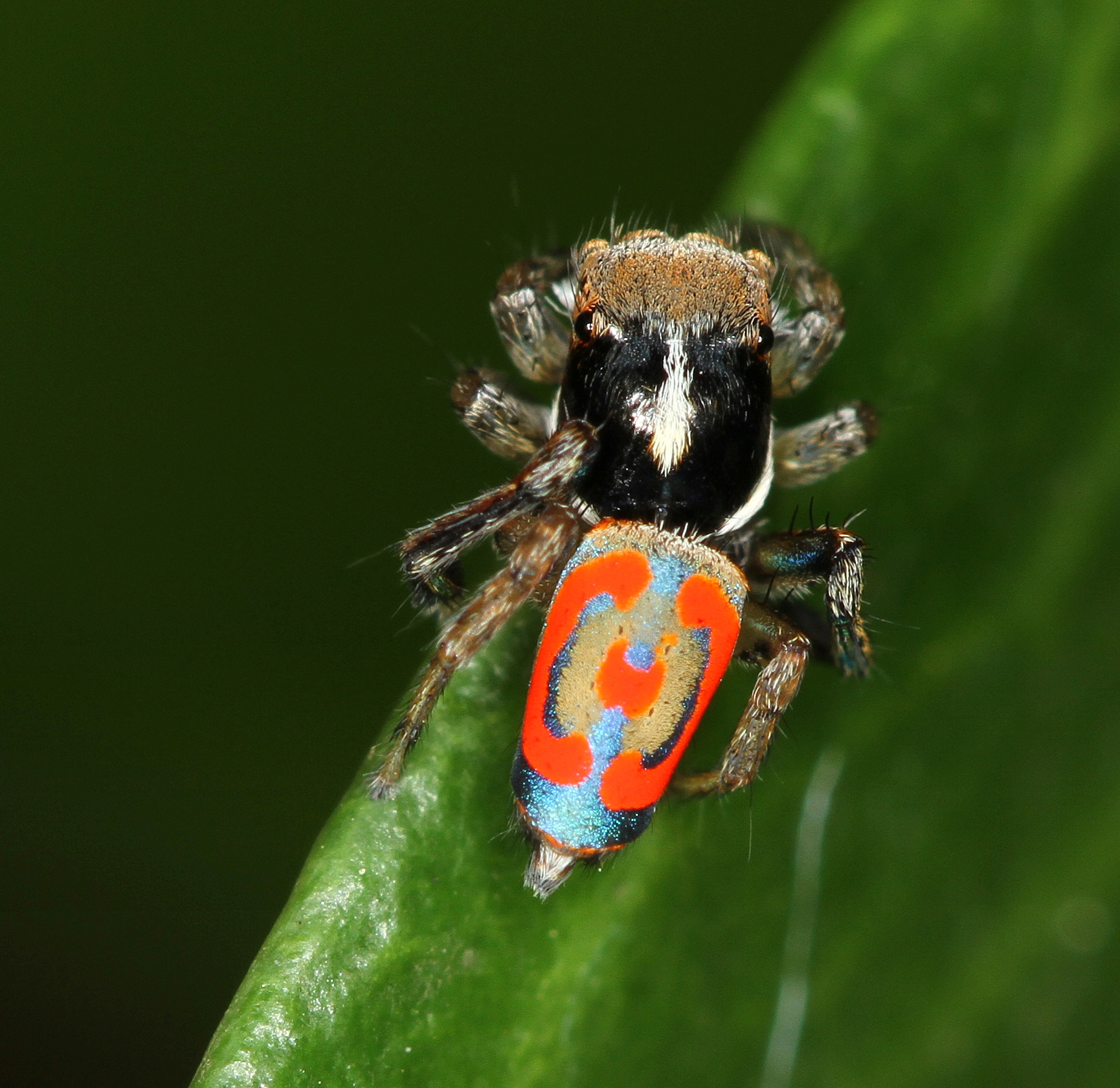
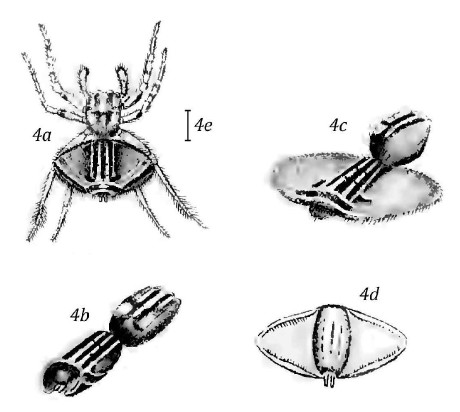
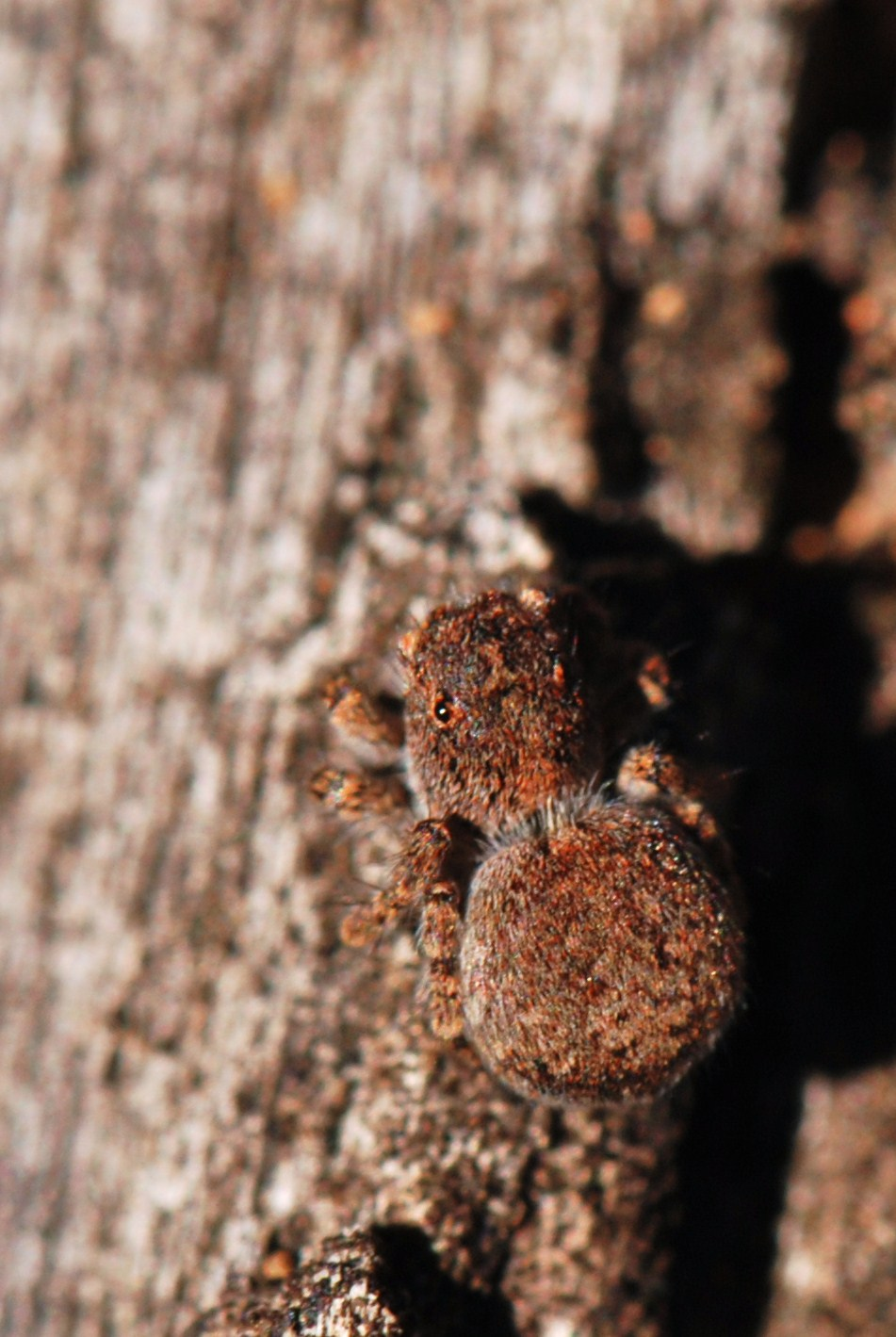
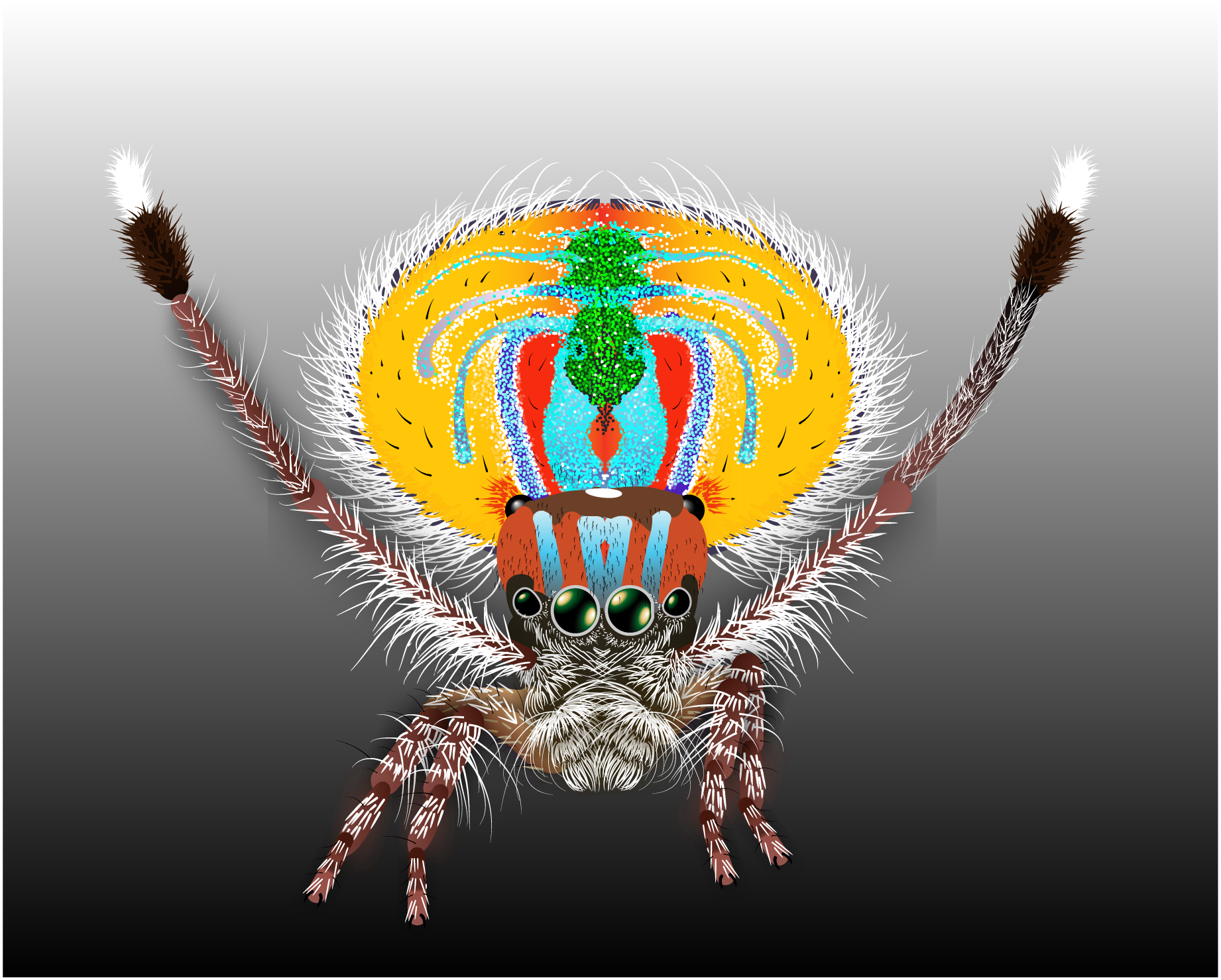